# Ко Пён Ук
Ко Пён Ук (кор. 고병욱; род. 24 января 1990 года, Сеул) — южнокорейский конькобежец, бронзовый призёр чемпионата мира, 2-кратный призёр чемпионата Азии, 5-кратный чемпион и 18-кратный призёр чемпионата Южной Кореи. Выступает за команду мэрии Ыйджонбу.

## Биография
Ко Пён Ук в возрасте 2-х лет перенёс лихорадку, после чего у него ухудшился слух, в результате чего у него появилось нарушение слуха 2 степени. Его мать Ли Дук Сун хотела, чтобы её сын занимался всем, чем захочет, и позволяла ему заводить друзей, а не учиться. Он с юных лет проявлял талант в спорте и даже преуспел в боевых искусствах, таких как тхэквондо. Он начал кататься на коньках в возрасте 7 лет, а когда учился в 4-м классе начальной школы в Сеуле занялся конькобежным спортом.
После перехода в Сеульскую среднюю школу Булама в 2004 году Пён Ук стал тренироваться на велосипеде, после чего начал ещё и карьеру велогонщика. В 2006 году, когда он учился на третьем курсе средней школы, несмотря на свой юный возраст выиграл серебряные медали на дебютном чемпионате Кореи на дистанциях 5000 м и и 10 000 м и был выбран в качестве члена национальной сборной. Через год вновь стал серебряным призёром в забеге на 10 000 м и бронзовым на 5000 м в Корее и в январе 2007 года занял 8-е место в забеге на 5000 м на зимних Азиатских играх в Чанчуне.
В ноябре 2007 года Ко Пён Ук стал чемпионом Кореи на обеих стайерских дистанциях и дебютировал на Кубке мира, где установил новый рекорд Кореи среди юниоров - 6:31.45 сек. В 2008 году также дебютировал на чемпионате мира среди юниоров. В 2008 вновь был первым на дистанции 10 000 м и 3-м на 5000 м на чемпионате Кореи, а в феврале 2009 года участвовал на 24-й зимней Универсиаде в Харбине, где занял 5-е место в забеге на 5000 м и 7-е на 10 000 м.
В 2009 году Ли Сын Хун перешёл в конькобежный спорт из шорт-трека и установил три корейских рекорда за месяц, Пён Ук потерял место в национальной команде. В октябре 2010 года он победил золотого призера Олимпийских игр в Ванкувере Ли Сын Хуна на дистанции 5000 м. Однако через несколько дней на чемпионате Кореи он проиграл Ли Сын Хуну на дистанциях 5000 и 10000 м, заняв 2-е места. 
В декабре 2010 года на чемпионате Азии в Харбине Ко Пён Ук выиграл серебряную медаль на дистанции 5000 м и бронзовую в сумме многоборья. В феврале 2011 года на зимних Азиатских играх в Астане занял 4-е место в забеге на 10 000 м и 5-е на 5000 м. В серии Кубка мира он изредка выступал в составе национальной сборной, поочередно выступая в командной гонке. В сезоне 2011/12 на Кубке мира на этапах в Херенвене, Хамаре и Берлине стал 2-м в командной гонке преследования. В марте 2012 года он дебютировал на чемпионате мира на отдельных дистанцияхи занял 7-е место в командной гонке преследования.
В сезоне 2012/13 на Кубке мира в Херенвене занял 3-е место, 2-е место в Эрфурте в командной гонке преследования и финале Кубка также — 2-е место. В декабре 2013 года Пён Ук на зимней Универсиаде в Трентино занял 6-е места в забегах на 5000 м и на 10 000 м. В ноябре 2014 года на Кубке мира в японском Обихиро занял 2-е место в командной гонке и 1-е место в Херенвене. В феврале 2015 года на чемпионате мира на отдельных дистанциях в Херенвене выиграл впервые бронзовую медаль в командной гонке.
В октябре 2017 года на чемпионате Кореи Пён Ук занял 3-е место в беге на 5000 м, а через год стал чемпионом в забеге на 10 000 м. На международных соревнованиях он не участвовал уже несколько лет. Следующие 2 года также попадал в призы на дистанции 10 000 м, но после пандемии коронавируса с сезона 2020/21 его результаты сильно упали. Он продолжает выступать в настоящее время.

### Парациклист
Ко Пён Ук начал кататься на велосипеде в рамках обучения конькобежному спорту и стал парациклистом после поступления в среднюю школу. Он выиграл три золотые медали на Национальных Паралимпийских играх 2014 года в Корее. Также представлял Корею в парациклинге на Сурдлимпийских играх 2013 года в Софии.

## Личная жизнь
Ко Пён Ук окончил Корейский национальный спортивный университет в Сеуле.